# Caudicornia
Caudicornia is een geslacht van vlinders uit de familie wespvlinders (Sesiidae), onderfamilie Tinthiinae.
Caudicornia is voor het eerst wetenschappelijk beschreven door Bryk in 1947. De typesoort is Caudicornia xanthopimpla.

## Soorten
Caudicornia omvat de volgende soorten:
- Caudicornia aurantia (Hampson, 1919)
- Caudicornia flava (Xu & Liu, 1992)
- Caudicornia flavicincta (Hampson, 1919)
- Caudicornia tonkinensis Kallies & Arita, 2001
- Caudicornia xanthopimpla Bryk, 1947